# Wilhelm Matthias Naeff
Pour les articles homonymes, voir Naef.
Wilhelm Matthias Naeff, homme politique suisse, né le 18 février 1802 à Altstätten, décédé le 21 janvier 1881 à Muri bei Bern, bourgeois d'Altstätten (Saint-Gall), conseiller fédéral de 1848 à 1875. Il fait partie du premier conseil fédéral pour le Parti radical-démocratique.

## Départements
- 1848-1852   Département des postes et des travaux publics
- 1853   Département politique
- 1854   Département du commerce et des péages
- 1855-1866   Département des postes
- 1867-1873   Département des chemins de fer et du commerce
- 1873-1875   Département des finances et des douanes

## Présidence de la Confédération
- 1853